# Епархия Лаи
Епархия Лаи (лат. Dioecesis Laiensis) — епархия Римско-Католической Церкви с центром в городе Лаи, Чад. Епархия Лаи распространяет свою юрисдикцию на южную часть регион Танджиле. Епархия Лаи входит в митрополию Нджамены. Кафедральным собором епархии Лаи является церковь Святого Семейства в городе Лаи.

## История
28 ноября 1998 года Римский папа Иоанн Павел II издал буллу "Diligentem sane", которой учредил епархию Добы, выделив её из епархии Мунду.

## Ординарии  епархии
- епископ Miguel Ángel Sebastián Martínez MCCI [1] (28.11.1998 – по настоящее время).

## Источник
- Annuario Pontificio, Libreria Editrice Vaticana, Città del Vaticano, 2003, ISBN 88-209-7422-3
- Булла Universalis in Ecclesia  (лат.)